# Zodiac (groupe)
Pour les articles homonymes, voir Zodiac.
Zodiac est un groupe allemand de hard rock, originaire de Münster, en Rhénanie-du-Nord-Westphalie. Après quatre albums studio entre 2012 et 2016, le groupe annonce sa séparation en 2017.

## Historique

### Débuts (2010–2013)
Après la séparation de Misery Speaks en 2010, le guitariste Stefan Gall et le batteur Janosch Rathmer (membre de Long Distance Calling) montent un projet ensemble. Ils contactent le chanteur Nick van Delft puis le bassiste Robert Kahr. Gall est invité par Rathmer à se joindre au groupe avec Robert Kahr à la basse et aux claviers. Rathmer choisira le nom du groupe d'après un terme astrologique.
En 2011, le groupe sort son premier EP, homonyme, qui est bien accueilli par les magazines allemands Visions et Rock Hard et la démo Demo des Monats. Le groupe donne son premier concert en avril 2011 avant de sortir un EP pendant l'été. Gall et Rathmer créent un label pour sortir le premier album A Bit of Devil le 25 mai 2012. Zodiac fait les tournées en première partie de The Sword en été 2012 et de Spiritual Beggars en avril 2013.
En juillet 2013, le groupe signe avec Napalm Records pour sortir en octobre son deuxième album, A Hiding Place ; il comprend une reprise de Cortez the Killer, une chanson de Neil Young. En novembre et décembre 2013, Zodiac est choisi pour faire la tournée nord-américaine en première partie de Monster Magnet. Mais elle est annulée, car les visas sont refusés. À la place, Zodiac fait une tournée en Europe avec Orchid et Blues Pills et commencent à enregistrer pour un troisième album.

### Fin et séparation (2014–2017)

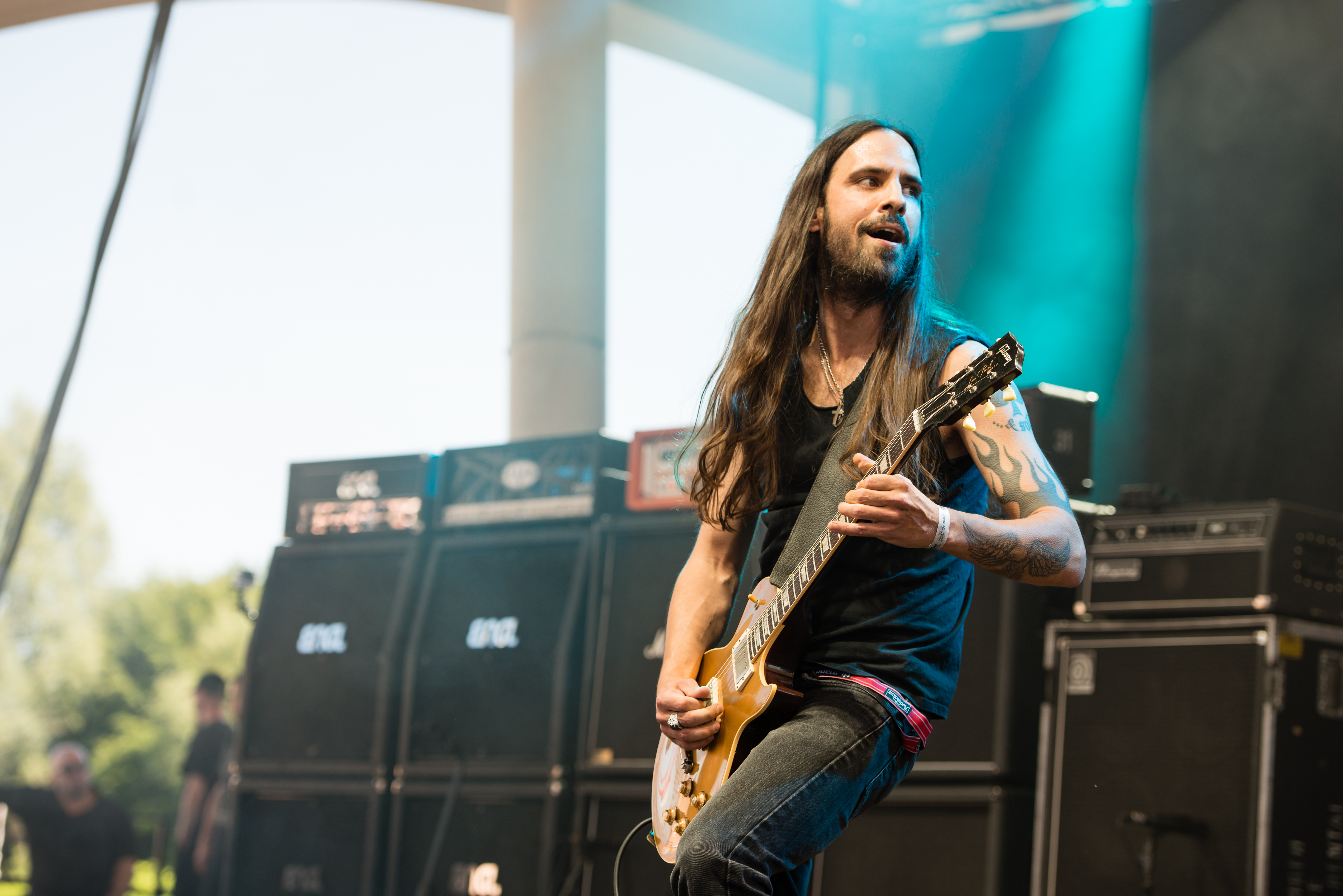
Nick van Delft en 2014.

En mars 2014, ils font de nouveau une tournée en Europe avec Audrey Horne et Grand Magus avant d'aller en studio en mai. Sonic Child sort le 19 septembre 2014 ; il contient une reprise de Not fragile, une chanson de Bachman-Turner Overdrive. En août, était sorti Out of the City, un split avec Audrey Horne. En automne 2014, Zodiac fait une tournée en Allemagne comme tête d'affiche. Les dix-sept concerts aboutissent à la sortie d'un album live, Road Tapes Vol. 1, en avril 2015.
Le 30 janvier 2017, le groupe annonce sa séparation.

### Reformation (2018- )
Le 4 novembre 2018, le groupe annonce sur Facebook sa reformation, après deux ans d’absence. Le line-up standard est gardé, excepté le bassiste, Ruben Carlo, qui est remplacé par Hendrik Müller-Späth.

## Membres
- Nick Van Delft – chant, guitare solo (2010–2018)
- Stephan Gall - guitare rythmique (2010–2018)
- Ruben Claro – basse, claviers, chœurs (2012–2017)
- Janosch Rathmer – batterie, percussions (2010–2018)
- Hendrik Müller-Späth - basse, claviers (2018)
- Robert Kahr – basse, claviers (2010–2012)

## Discographie

### Albums studio
- 2012 : A Bit of Devil
- 2013 : A Hiding Place
- 2014 : Sonic Child
- 2016 : Grain of Soul

### EP et split
- 2011 : Zodiac (EP)
- 2014 : Out of the City (avec Audrey Horne) (split)